# Соломахін Олексій Юрійович
Олексі́й Ю́рійович Соломахін (нар. 12 травня 1975, Донецьк, Донецька область, Українська РСР, СРСР) — український футболіст і футзаліст, футзальний тренер.

## Біографія
Вихованець УОР міста Донецька. Перший тренер — Олексій Дрозденко.
Професійну футбольну кар'єру почав 1993 року у «Антрациті». Після цього виступав за «Бажановець» (Макіївка), «Атон» (Донецьк), «Південьсталь», «Оскол» (Старий Оскол, Росія).
2001 року почав нетривалу кар'єру у футзалі, яка пройшла у командах «Шахтар» (Донецьк) і «Шахтар-2» (Макіївка).
2000 року почав тренерську кар'єру у футзалі. Тренував такі команди як «Титан» (Макіївка), «Київська Русь», яку доводив до півфіналу Кубка України, і «Сапар».
23 жовтня 2009 року очолив луганський ЛТК-2, але вже за пару місяців прийняв і головну команду.
На початку березня 2010 року як тренер їздив зі збірною України, яка була  складена з гравців ЛТК на турнір у Лівію.
10 грудня 2010 року подав у відставку з посади головного тренера ЛТК. Після цього сезон очолював донецький «УТАС».
З грудня 2012 року по квітень 2017 року очолював донецький АРПІ. За цей час по два рази виграв з командою золоті і срібні медалі чемпіонату міста, один раз літній чемпіонат, Кубок Запоріжжя у 2015 році, а також чотири рази виводив команду у фінал Кубка Донецька. 
2018 року був призначений головним тренером футзальної збірної так званої «ДНР».